# 上野敬三 (軍人)
上野 敬三（うわの けいぞう、1891年12月20日 - 1985年9月25日）は、日本の海軍軍人。最終階級は海軍中将。

## 経歴
岩手県雫石町出身。県議・上野広成の三男として生まれる。盛岡中学校を経て、1913年12月、海軍兵学校（41期）を卒業し、翌年12月に海軍少尉任官。航空術学生として学び、横須賀航空隊付、同教官、「三笠」乗組、佐世保航空隊分隊長、霞ヶ浦航空隊分隊長、同飛行隊長心得、大村航空隊飛行隊長、「鳳翔」航空長、霞ヶ浦航空隊飛行隊長、欧米出張、霞ヶ浦航空隊・「赤城」・「加賀」の各飛行長などを歴任。
さらに、海軍航空本部教育部員、「能登呂」艦長、霞ヶ浦航空隊副長、「蒼龍」艦長、大分航空隊・横須賀航空隊の各司令などを歴任し、1941年10月、海軍少将に進級し太平洋戦争を迎えた。第25航空戦隊司令官、第61航空戦隊司令官などを経て、1944年10月、海軍中将となった。
以後、軍令部出仕、艦政本部造船造兵監督長、東海海軍監理長・監査長、東海北陸地方海軍部長などを勤め、東海北陸海軍軍需監督部長として終戦を迎えた。1945年10月、予備役に編入された。
1948年3月、公職追放の仮指定を受けた。